# 조이 크러머

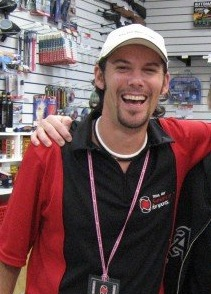

조이 크레이머(Joey Cramer, 본명: Deleriyes August Joe Fisher Cramer, 1973년 8월 23일 ~ )는 캐나다의 배우이다.
밴쿠버에서 태어났다.

## 영화
- 협곡의 실종 (1986년)
- 에이라의 전설 (1986년)
- 무적의 아이맨 (1986년)
- 로보 런어웨이 (1984년)